# Märe

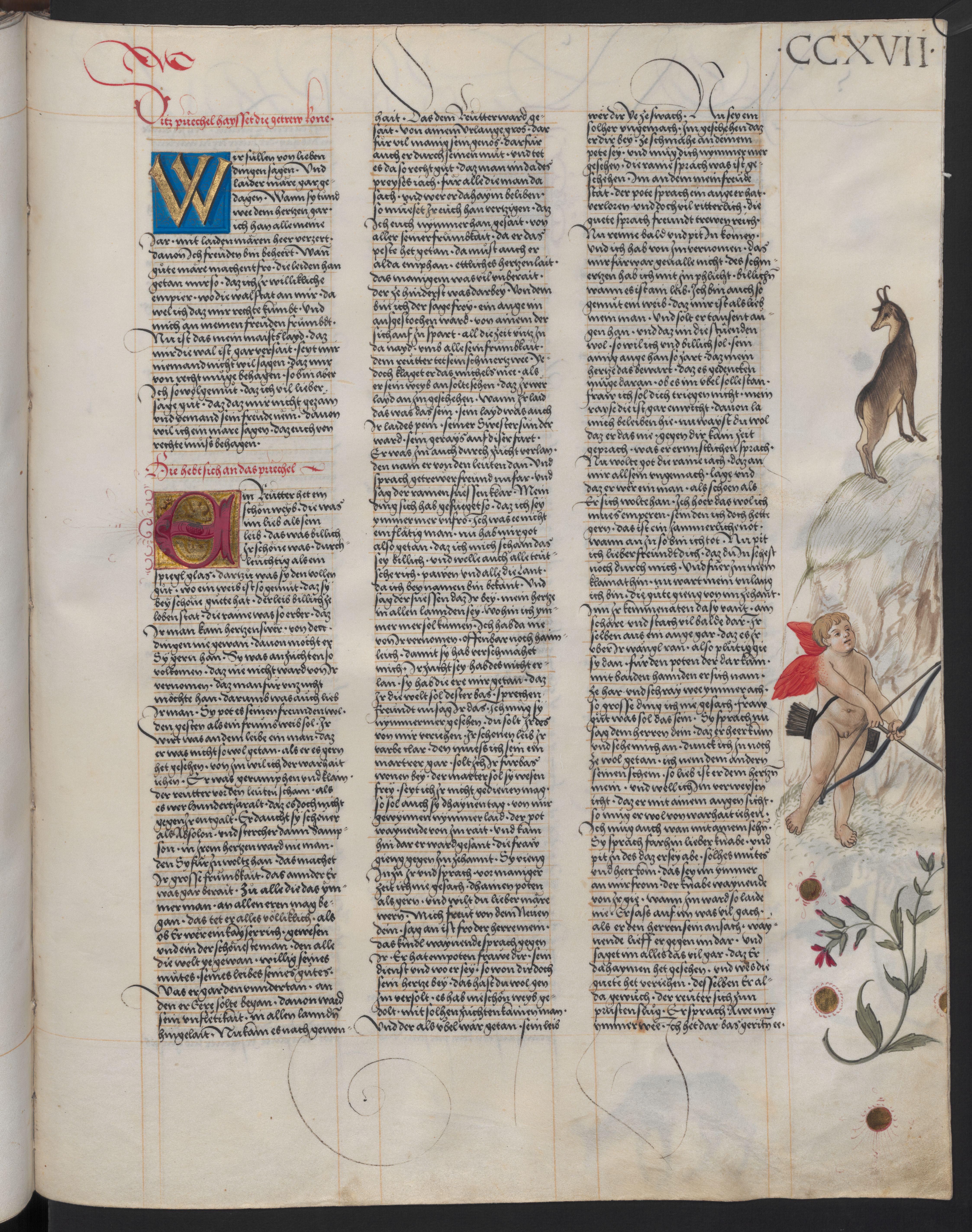
Überlieferung des Märes 'Die Getreue Ehefrau' im Ambraser Heldenbuch (Wien, Österr. Nationalbibl., Cod. Ser. nova 2663)

Die Märe (auch mittelhochdeutsche Versnovelle) ist eine literarische Gattungsbezeichnung in der Germanistischen Mediävistik. In der heutigen Verwendung dieses Terminus handelt es sich um ein Kunstwort der Wissenschaft, unter welchem eine Auswahl an mittelhochdeutschen Verserzählungen des 13.–15. Jahrhunderts mittleren Umfangs subsumiert wird. Diese sind meist in vierhebigen Reimpaarversen gedichtete, fiktive und in sich abgeschlossene Erzählungen. Kennzeichnend für das heterogene Feld der Märendichtung ist zudem ein schwankhafter oder belehrender Erzählcharakter.

## Zur Etymologie des Begriffs ,Märe‘
Etymologisch lässt sich der neuhochdeutsche Begriff „die Märe“ vom althochdeutschen Adjektiv mâri ableiten, was so viel bedeutet wie „das, wovon man viel spricht“. Durch den historischen Lautwandel (siehe i-Umlaut) wird mâri im Mittelhochdeutschen zu maere und erfährt gleichzeitig eine Bedeutungserweiterung. Es bedeutet nun „das, wovon gern und viel gesprochen wird“, aber auch „berühmt, bekannt, kostbar, lieb“. Als Substantiv bedeutet daz maere „Neuigkeit, Nachricht, Bericht, Erzählung, Gerücht“, im Plural diu maere bezeichnet es oft die „erzählende Dichtung“ an sich.

## Von der Selbstbezeichnung zur Gattungsbezeichnung
Seit der Mitte des 13. Jahrhunderts lässt sich die Selbstbezeichnung als maere in unterschiedlichsten mittelalterlichen Texten nachweisen, der Begriff wird hier jedoch in einem sehr weiten Sinne gebraucht und kann auch „Quelle, Stoff“ oder „Inhalt einer Erzählung“ bedeuten.
So beginnt beispielsweise das Nibelungenlied nach der Fassung C mit: „Uns ist in alten maeren wunders vil geseit / von helden lobebaeren, von grôzer arebeit“ und in der Märe Die treue Gattin des Herrand von Wildon wird neben der Selbstthematisierung auch die Bedeutungsvielfalt des Begriffs deutlich:

„Wir suln von lieben dingen sagen

und leider maere gar gedagen,

wan sî tuont wê dem herzen gar.

ich hân alliu mîniu jâr

mit leiden maeren her verzerrt,

davon ich freuden bin behert.

wan guotiu maere machent frô;

diu leiden hânt getân mir sô, …“

Als Gattungsbegriff wurde die Märe 1968 von dem Mediävisten Hanns Fischer in seinen „Studien zur deutschen Märendichtung“ eingeführt. Er griff dabei auf die ma. Verwendung des Begriffs zurück, verengte diesen aber in seiner Bedeutung, weshalb die Märe im heutigen Sprachgebrauch als Fachbegriff der Wissenschaft betrachtet werden muss.
In der germanistischen Forschung gilt diese Gattungsbezeichnung allerdings als problematisch, da sie zu der Vorstellung eines ma. Gattungsbewusstseins im modernen Sinn verleitet. Zudem bedienen sich Mären unterschiedlichster literarischer Traditionen und lassen auch in der thematischen Ausgestaltung kaum eine traditionsstiftende Einheit erkennen.

## Charakteristika der Märe
Hanns Fischer definierte die Märe, ausgehend von seinen formellen und inhaltlichen Merkmalen, als:

„[…] eine in paarweise gereimten Viertaktern versifizierte, selbständige und eigenzweckliche Erzählung mittleren (d. h. durch die Verszahlen 150 und 2000 ungefähr umgrenzten) Umfangs, deren Gegenstand fiktive, diesseitig-profane und unter weltlichem Aspekt betrachtete, mit ausschließlich (oder vorwiegend) menschlichem Personal vorgestellte Vorgänge sind.“

Hauptgegenstand der Erzählung ist meist eine komische und/oder erotische Konfliktsituation, die sich durch den Verstoß gegen gesellschaftliche Normen ergibt oder diese gerade durch ihre Überbetonung ad absurdum führt. Ehebruch, Treueproben, listige Täuschungen und die Umkehrung des gesellschaftlich geforderten Geschlechterverhältnisses sind deshalb beliebte Themen. Die auftretenden Figuren sind dabei in der Regel nur schemenhaft dargestellt.
Meist findet sich ein einleitendes Promythion oder es folgt ein Epimythion, in dem eine moralisierende Auslegung der Handlung durch den auktorialen Erzähler geboten wird. Sie bildet den Brückenschlag zwischen dem fiktiven Inhalt und dem (scheinbaren) Bezug zur Lebenswelt ab und verdeutlicht den Wirkanspruch der Autoren sowie die künstliche Überhöhung dieser ‘Gattung‘. Dass die moralische Lehre oft nicht klar erkennbar ist, durch das zuvor Erzählte untergraben oder ins Groteske geführt wird, zeigt die Deutungsbedürftigkeit der Märe für die heutige Zeit.
In der Forschung ist diese enge Definition der Märe nach Fischer umstritten (vgl. Ziegeler bzw. Heinzle). Kritisiert wird unter anderem, dass die Definition aus einer Negativ-Abgrenzung abgeleitet ist; dass die Mären in Fischers Katalog nicht seiner Definition entsprechen (z. B. im Umfang) und dass die Abgrenzung gegenüber Bîspel und Roman ungenau ist. Außerdem zeigte die Praxis, dass die Definition nicht ausreicht, um eine Gattung Märe zu konstituieren. Haug geht sogar davon aus, dass es die Gattung Märe nicht gibt. Er spricht von mittelalterlichen Kurzerzählungen.
Kennzeichnend für die Märe ist auch das Nebeneinander traditioneller und neuer Themen. Märenautoren greifen auf eine breite Stofftradition antiker, französisch- und italienischsprachiger Literatur zurück: So wird beispielsweise die Nähe zum lat. exemplum, zum franz. fabliau und zur ital. novella deutlich. 'Novellistisch' steht in diesem Sinn nicht nur für die Neubearbeitung traditioneller Themen, sondern auch für den Anspruch der Aktualität, mit dem die Märenautoren ihr Publikum mit einer spannenden Nachricht überraschen wollen. Von Karl-Heinz Schirmer wurde deshalb auch der Begriff 'Versnovelle' als Gattungsbezeichnung vorgeschlagen, allerdings konnte er sich in der Forschung nicht vollständig gegenüber dem Märenbegriff durchsetzen.
Neben dem schwankhaft-unterhaltsamen und moralisch-exemplarischen Märe existiert auch eine höfische Variante, in welcher Minne- und Aventiurekonzepte aufgegriffen werden. Ein Beispiel dafür ist das Herzmaere des Konrad von Würzburg.

## Vertreter der Märe
Der Stricker gilt mit seinem Werk für gewöhnlich als Begründer der Gattung im deutschsprachigen Raum. Seine Werke lassen sich auf die erste Hälfte des 13. Jhd. datieren. In dieselbe Entstehungszeit fallen auch die Mären Konrads von Würzburg und Herrands von Wildon.
Weitere wichtige Vertreter der Märe aus späterer Zeit sind:
- Hans Rosenplüt
- Heinrich Kaufringer
- Hans Folz

Der Großteil der Märendichtung wurde allerdings anonym überliefert und lässt sich heute kaum mehr einem bestimmten Autor zuweisen. Beispiele dafür sind Mären wie Das Nonnenturnier, Die halbe Decke, Das Gänslein oder Aristoteles und Phyllis.

## Zur Überlieferung
Die Überlieferung fand meist in Sammelhandschriften zusammen mit weiteren kürzeren Reimpaargedichten, wie Fabeln, Bîspeln oder Legenden, statt. Später folgten auch Überlieferungen in Sammelhandschriften unter dem Namen eines bestimmten Autors, wie beispielsweise die Überlieferung des Werks von Herrand von Wildonie im Ambraser Heldenbuch.
Kennzeichnend für diese Übergangsphase von der oralen zur schriftlichen Überlieferungstradition ist die sekundäre Überlieferung. Das heißt, dass Mären oft über einen längeren Zeitraum mündlich weitergegeben wurden, bevor sie schriftlich fixiert worden sind. Textgestaltung und Inhalt einer bestimmten Märe können deshalb in mehreren Handschriften unterschiedlich überliefert sein. ( Beispiele dafür bieten das „Schneekind A“ und „Schneekind B“ oder die unterschiedlichen Fassungen der Märe „Der Mönch als Liebesbote“ in den Handschriften A, B und C). Die Märe Das Gänslein ist in sechs Märenhandschriften überliefert. Dabei treten mindestens vier verschiedene Fassungen mit gravierenden Unterschieden auseinander.
Exemplarische Auswahl der wichtigsten Sammelhandschriften
- W = Wien, Österr. Nationalbibl., cod. 2705 ( um 1260/1280)
- H = Heidelberg, Cod. pal. germ. 341 (um 1300)
- K = Genf-Cologny, Cod. Bodmer 72 (um 1300)
- w = Wien, Österr. Nationalbibl., cod. 288 (um 1393)
- l = Karlsruhe, Do 104 (um 1420/30)
- k = Karlsruhe, K 408 (um 1430)
- i = Innsbruck, FB 32001 (um 1456)
- W2 = Wien, Österr. Nationalbibl., cod. Ser. nova 2663( um 1600) (=Ambraser Heldenbuch)

## Textbeispiele

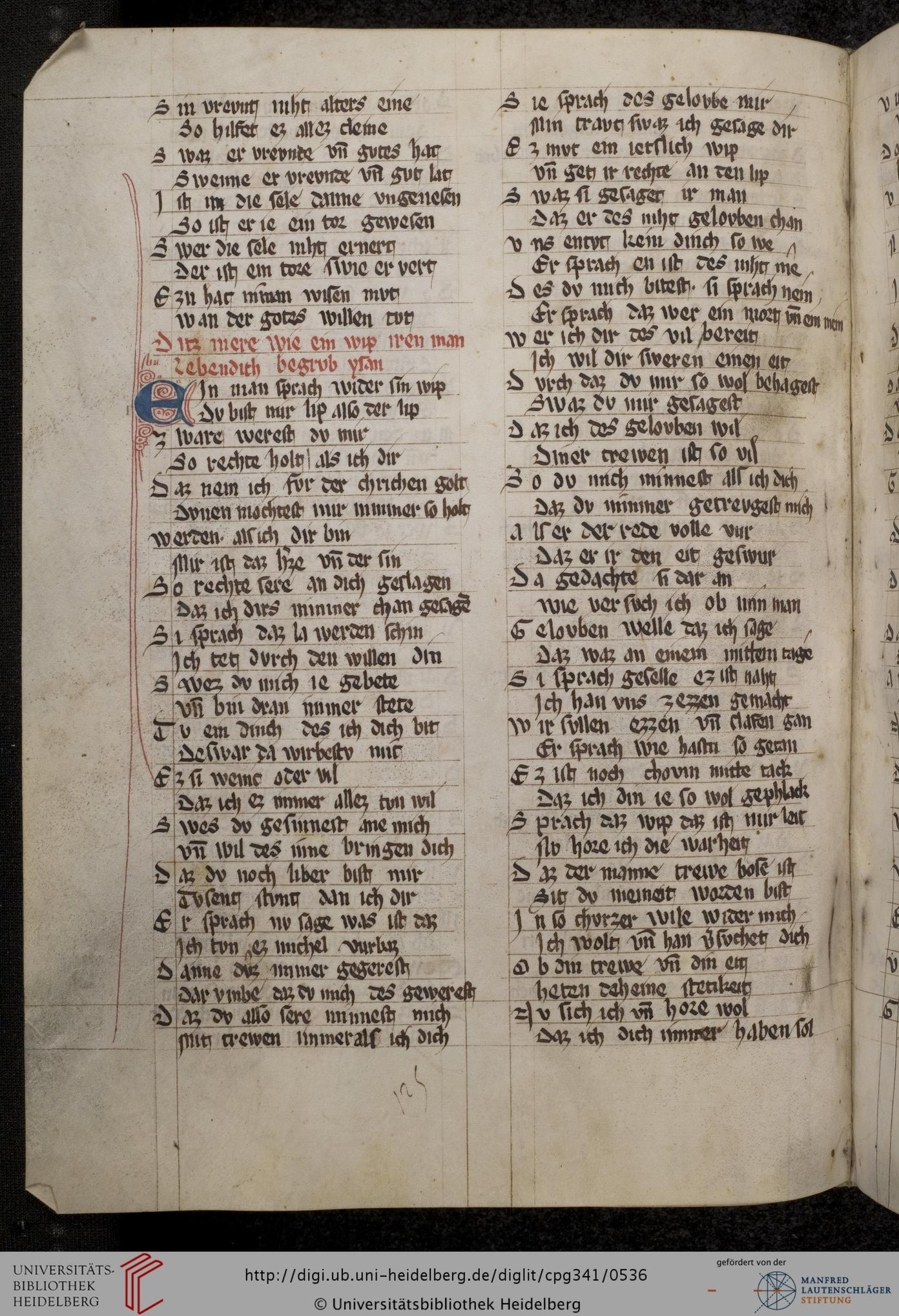
Überlieferung des Märes 'Der begrabene Ehemann' in einer der wichtigsten Sammelhandschriften mit Reimpaardichtungen aus dem 1. Viertel des 14. Jhd. (Heidelberg, Cod. pal. germ. 341 = H)

### Der Stricker: Der begrabene Ehemann
Die Märe vom begrabenen Ehemann ist, neben weiteren Werken des Strickers, in den drei großen Sammelhandschriften W, H und K überliefert und lässt sich somit auf den Zeitraum zwischen dem Ende des 13. Jhd. und dem Beginn des 14. Jhd. datieren.
Die Märe erzählt in 248 Versen die bitterböse Geschichte eines gutgläubigen Ehemanns, der durch die listige Täuschung seiner Frau und ihres Liebhabers bei lebendigem Leib begraben wird. Zentrale Themen des Märes sind die Treulosigkeit und das manipulative, hinterlistige Verhalten der Frau, welche dem Motiv des übel wîp zuzuordnen sind. Die Dreiecks-Konstellation (Ehemann-Ehefrau-Liebhaber) und die Gegenüberstellung stereotyper Gegensatzpaare (Dummer Mann – Kluge Frau) gehören zum klassischen Repertoire der Stricker-Mären.
Die Märe beginnt mit einem Gespräch zwischen den Eheleuten, in welchem der Ehemann seiner Frau seine Liebe erklärt:
Ein man sprach wider sîn wîp:

»du bist mir liep als der lîp.

zewâre wærestu mir

sô rehte holt als ich dir,

daz næme ich vür der Kriechen golt.       5

dû möchtest mir niemer sô holt

werden, als ich dir bin.

mir ist daz herze und der sin

sô sêre an dich geslagen,

daz ich dirz niemer kan gesagen.«         10
Ein Mann sagte zu seiner Frau:

»Ich liebe dich wie mein Leben!

Sei sicher, würdest Du mich

ganz genauso lieben wie ich Dich,

das wäre mir kostbarer als alles Gold der Erde!

Niemals kannst Du mir so ergeben sein,

wie ich es Dir bin.

Ich hänge mit Herz und Sinn

so sehr an Dir,

dass ich es mit Worten niemals sagen kann.«
Die Ehefrau fordert daraufhin als Beweis für das Gesagte, dass ihr Mann in Zukunft alle ihre Aussagen als reine Wahrheit anerkennen soll, um ihr seine bedingungslose Liebe zu beweisen. Der Ehemann willigt gutgläubig ein (V. 11–51). Um sein Versprechen auf die Probe zu stellen, unternimmt die Frau nun mehrere Täuschungsversuche. Während der Mann beim ersten Versuch (sie ruft ihn am Mittag zum Abendessen und zur Bettruhe) die Probe nicht besteht (V. 52–108), ist er ihr bereits beim zweiten Versuch so gefügig, dass er sich ohne ein Wort zu verlieren, in das eiskalte Badewasser setzt:
si mahte ein volbat (daz was kalt)

und sprach: »ginc in, ez ist warm.«

nu was er des muotes sô arm,

daz er dà wider niht ensprach,

wan er sich aber des versach,            120

daz er ir hulde verlür.

swie sêre in in dem bade vrür,

er sprach doch: »ez ist warm genuoc.«

wan er daz sô wol vertruoc,

des wart ir herze vröuden vol.           125
Sie bereitete ein Vollbad, das eiskalt war,

und sagte: »Steig hinein, es ist warm!«

Inzwischen war er so ängstlich,

dass er ihr nicht widersprach,

weil er fürchtete,

noch einmal ihre Gunst zu verlieren.

Wie sehr ihn in dem Bade auch fror,

er sagte nur: »Es ist angenehm warm.«

Dass er es so klaglos hinnahm,

das freute sie ungemein.
Während die Frau jedoch die bedingungslose Treue von ihrem Mann einfordert, beginnt sie selbst eine Affäre mit dem ortsansässigen Priester. Da dem Liebespaar der gehörnte Ehemann allmählich zur Last wird, beschließen sie ihn aus dem Weg zu schaffen. Dies gelingt ihnen, indem die Frau ihrem Ehemann einredet, er sei sterbenskrank (V. 109–226). Erst als der Mann bereits im Grab liegt, erkennt er den Ernst seiner Lage:
dô ez im an die rehten nôt gie,

dô rief er ane alle die,

die umbe daz grap waren.

er begunde sô gebâren,                     230

als den dâ twinget der tôt.

der pfaffe in allen gebot,

daz si den segen vür sich taeten

und got vil tiure baeten,

daz er den tîvel dâ vertribe,               235

daz er iht lenger belibe

bî dem armen lîchnâmen.

»daz werde wâr. âmen«,

sprach dô man unde wîp.

also verlos er sînen lîp.                   240

swaz er gerief und geschrei,

sô sprâchen doch disiu zwei,

diu dâ westen diu maere,

daz ez der tîvel waere,

und liezen in niht ûzgraben.               245

Den schaden muose er des haben,

daz er satzte ein tumbez wîp

ze meister über sînen lîp.
Als es ihm nun wirklich ans Leben ging,

rief er alle um Hilfe an,

die um das Grab versammelt waren.

Jetzt gebärdete er sich wie einer,

der mit dem Tode ringt.

Der Priester forderte alle auf,

sich zu bekreuzigen

und Gott anzuflehen,

den Teufel hier zu vertreiben,

damit er nicht länger

in dem armen Verstorbenen hause.

»So sei es. Amen!«

sprachen die Männer und Frauen.

Und so verlor er sein Leben.

Wie sehr er auch rief und schrie,

So sagten doch die beiden,

die die Wahrheit kannten,

es sei der Teufel,

und ließen ihn nicht ausgraben.

So musste er zugrunde gehen, weil er einer

unverständigen Frau

die Herrschaft über sich zugestanden hatte.

### Herrand von Wildon: Die treue Ehefrau
Herrands Märe von der Treuen Gattin (diu getruwe kone) findet sich in keiner der großen Mären-Sammelhandschriften, sondern ist einzig im Ambraser Heldenbuch überliefert. Ebenso verhält es sich mit seinen Gedichten Der nackte Kaiser und Die Katze, welche auch dem Märenkorpus zugeschrieben werden.
Zentrales Motiv der Märe bildet die bedingungslose Liebe, triuwe und Opferbereitschaft der Frau, die sich durch die Verbundenheit zu ihrem im Kampf versehrten Mann ebenfalls verstümmelt, indem sie sich ein Auge aussticht.
Die Märe beginnt mit einem Promythion, in dem der Autor als Lyrisches-Ich seine Beweggründe zum Verfassen dieses Textes schildert:
Wir suln von lieben dingen sagen

und leider maere gar gedagen,

wan sî tuont wê dem herzen gar.

ich hân alliu mîniu jâr

mit leiden maeren her verzerrt,        5

davon ich freuden bin behert.

wan guotiu maere machent frô;

diu leiden hânt getân mir sô,

daz ich ir wiliclîche enbir.

swâ diu wal stât an mir,              10

dâ wel ich, daz mir rehte kumt

und mich an mînen freuden frumt.

nu ist daz mîn meistez leit,

daz mir diu wal ist gar verseit.

sît mir nieman niht will sagen,       15

daz  mit von rehte müge behagen,

sô bin aber ich sô wolgemuot,

daz ich vil lieber sage guot,

dan daz mir niht gezaeme

und ieman freude naeme.               20

dâ von will ich ein maere sagen,

daz iu von rehte muoz behagen.
Wir wollen von erfreulichen Dingen erzählen

und unangenehme Geschichten beiseite lassen,

denn die beschweren das Herz.

Ich habe meine Zeit über all die Jahre

mit traurigen Erzählungen hingebracht,

das hat mir die Freude zerstört.

Gute Geschichten machen glücklich,

die leidvollen haben mir so zugesetzt,

dass ich gerne darauf verzichte.

Soweit ich die Wahl habe,

nehme ich mir das, was mir gut tut

und meine Freude mehrt.

Allerdings ist das mein größter Schmerz,

dass mir die Wahl gar nicht freisteht.

Da mir niemand etwas erzählen will,

was mir wirklich angenehm ist,

will ich so frei sein,

lieber selber etwas Angenehmes zu berichten

als etwas, was mir nicht gefällt

und jedermann die Freude nimmt.

Deswegen werde ich eine Geschichte erzählen,

die euch mit Recht erfreuen wird.
Daraufhin folgt die Beschreibung des sich liebenden Ehepaars, welches zumindest von der äußerlichen Erscheinung her kaum entgegengesetzter sein könnte. Die Dame ist nicht nur wunderschön, sondern auch vollkommen in ihrer Gesinnung. Der ehrenhafte und ruhmvolle Ritter hingegen ist von seiner äußeren Erscheinung her eher benachteiligt (V. 23–44):
er waz gerumphen unde klein.           45

der ritter vor den liuten schein,

als er waer hundert jâr alt:

des er doch niht gên ir entgalt:

er dûhte sî schoene als Absolôn

der sterker danne Sampsôn.             50
er war runzelig und klein

Den Leuten kam der Ritter vor,

als wäre er hundert Jahre alt;

aber sie ließ ihn das nicht spüren:

er schien ihr schön wie Absalom

und stärker als Samson.
Als dem Ritter nun im Kampf ein Auge ausgestochen wird, erleidet er große seelische Schmerzen (herzeleit) und beschließt seiner Gattin die Qual seines grauenvollen Anblicks zu ersparen (V. 67–94). Er schickt zu diesem Zweck seinen Neffen als Boten zurück zu der Dame (V. 95–127). Diese empfindet tiefe Trauer und Mitleid, als sie vom Schicksal ihres Mannes erfährt, und versucht den Neffen davon zu überzeugen ihren Ehemann zu ihr zurückzubringen (V. 128–186). Nachdem alle ihre Versuche jedoch vergeblich sind, holt sie sich eine Schere und sticht sich kurzerhand ein Auge aus:
diu guote gienc von im zehant

in ir kemenâten, dâ sî vant

ein schaer, und stach vil balde dar

ir selben ûz ein ouge gar              190

daz ez ir wengel ran.

alsô bluotic gie sî dan

für den boten. der erkam;

mit beiden handen er sich nam

ze hâre und schrei:»wê iemer ach,      195

sô grôziu dinc ich nie gesach!

frouwe guot, waz sol daz sîn?«

sî sprach: »nu sage dem hêrren dîn,

daz er her kume und sehe mich an:

dunke ich in noch ze wolgêtan,         200

ich neme dem andern sînen schîn

(sô liep ist er dem herzen mîn);

und welle ich im verwîzen iht,

daz er mit einem ougen siht,

sô müge ouch er wol von wârheit jehen, 205

ich müge ouch wan mit einem sehen.«
Die ehrenhafte Frau ging schnell

in ihre Kemenate; dort nahm sie

eine Schere und stach sich auf der Stelle

selbst ein Auge aus,

dass es ihr über die Wangen lief.

Blutüberströmt trat sie dann

vor den Boten. Den erfasste großer Schrecken;

mit beiden Händen griff er sich

in die Haare und schrie: »Weh und immer weh,

Schlimmeres habe ich noch nie gesehen.

Edle Frau, was hat das zu bedeuten?«

Sie antwortete:» Sage deinem Herrn,

er solle kommen und mich ansehen:

Wenn ich ihm immer noch zu schön bin,

dann zerstöre ich auch noch den Glanz des anderen

(so sehr liebe ich ihn);

und wenn ich ihm vorwerfen wollte,

dass er nur auf einem Auge sieht,

so könne er wahrheitsgemäß antworten,

auch ich kann nur mit einem sehen.«
Der Bote eilt nun unter Tränen zurück zu seinem Herrn und berichtet diesem von den Ereignissen. Der Ritter ist zutiefst betroffen von dem Schmerz, den seine Frau um seinetwillen auf sich genommen hat, gleichzeitig ist er aber auch sehr gerührt von der triuwe seiner Ehefrau. Schnell bricht er auf, um seine Gattin wieder zu sehen (V. 207–244):
Er îlte nâch im, im was gâch.          245

als er die minniclîchen sach,

vor liebe weinent lief er dar.

diu reine minniclîchen klâr

sprach:»friunt, lieber hêrre mîn,

du solt mir willekomen sîn.«           250

der hêrre sprach: »owê, wie sol

ich, liebiu, dich ergetzen wol

dînes smerzen, den dîn lîp

hât durch mich, vil wîplich wîp,

enphangen? Wê der mînen tât,           255

die mîn lîp begangen hât!«

diu guote sprach: »und wilt du mich

ergetzen wol, daz lêre ich dich,

sô solt du des getrouwen mir,

daz niuwan gên dir stê mîn gir;        260

und lâz ouch mich dir wol behagen.

und sollte ich tûsent ougen tragen

und gevielen dir diu niht,

sô sollten sî mir sîn enwiht.«
Er eilte ihm nach, es drängte ihn sehr.

Als er die Liebenswerte sah,

lief er unter Tränen auf sie zu.

Die Reine, Süße, Lautere

sagte:» Gefährte, geliebter Herr,

seid mir willkommen!«

Der Mann antwortete: »O weh, wie kann

ich, Geliebte, den Schmerz wieder gutmachen,

den Du, Inbegriff aller Frauen,

meinetwegen

erlitten hast? Weh über die Tat,

die ich begangen habe!«

Die Edle sagte: »Wenn Du das

wiedergutmachen willst, dann, so lehre ich Dich,

sollst du mir darin vertrauen,

dass mein Wunsch sich auf nichts richtet als auf Dich;

freue auch Du Dich über mich.

Und wenn ich tausend Augen hätte

und die gefielen Dir nicht,

dann wären sie mir nichts wert.«
Von nun an liebt sich das Ehepaar mehr denn je und die Dame gilt aufgrund ihrer Tugendhaftigkeit und Treue als schöner denn zuvor (V. 265–273). Im abschließenden Epimythion gibt der Autor schließlich seine Wünsche zum Besten:
Swaz noch getriuwer konen sî,

die tuo got alles leides frî.

den allen sol ich sîn bekannt          275

von Wildonie Herrant.
Alle treuen Ehefrauen, die es sonst noch gibt,

befreie Gott von allem Leid.

Sie alle mögen mich kennen

als Herrand von Wildonie.